# Duns
Duns är en ort i Skottland, Storbritannien, som ligger i kommunen Scottish Borders. Orten har 2 630 invånare.
Terrängen runt Duns är lite kuperad. Samhället i sig ligger 134 meter över havet.   Runt Duns är det ganska glesbefolkat, med 29 invånare per kvadratkilometer. Trakten runt Duns består till största delen av jordbruksmark.
Klimatet i området är tempererat. Årsmedeltemperaturen i trakten är 7 °C. Den varmaste månaden är juli, då medeltemperaturen är 14 °C, och den kallaste är januari, med 0 °C.
Johannes Duns Scotus kommer från Duns.